# آلکساندر خان ست‌خانیان
ارتشبد آلکساندر خان ست‌خانیان (ارمنی: Ալեքսանդր խան Սեթխանյան؛ انگلیسی: Alexander Khan Setkhanian؛ ۱۸۶۵ – ۱۹۵۳) سیاست‌مدار و فرد نظامی ارمنی‌تبار اهل ایران-امپراتور روسیه بود. تساتور خان بانو نینون هوناتانیان والدین بودند.

## نشان‌ها
َ*  نشان استانیسواو مقدس (دودمان رومانوف)